# 瓦斯特拉普尔
瓦斯特拉普尔（Vastrapur），是印度古吉拉特邦Ahmadabad县的一个城镇。总人口24438（2001年）。

## 人口
该地2001年总人口24438人，其中男性12852人，女性11586人；0—6岁人口2068人，其中男1214人，女854人；识字率86.73%，其中男性为89.02%，女性为84.19%。